# Qianling-Mausoleum

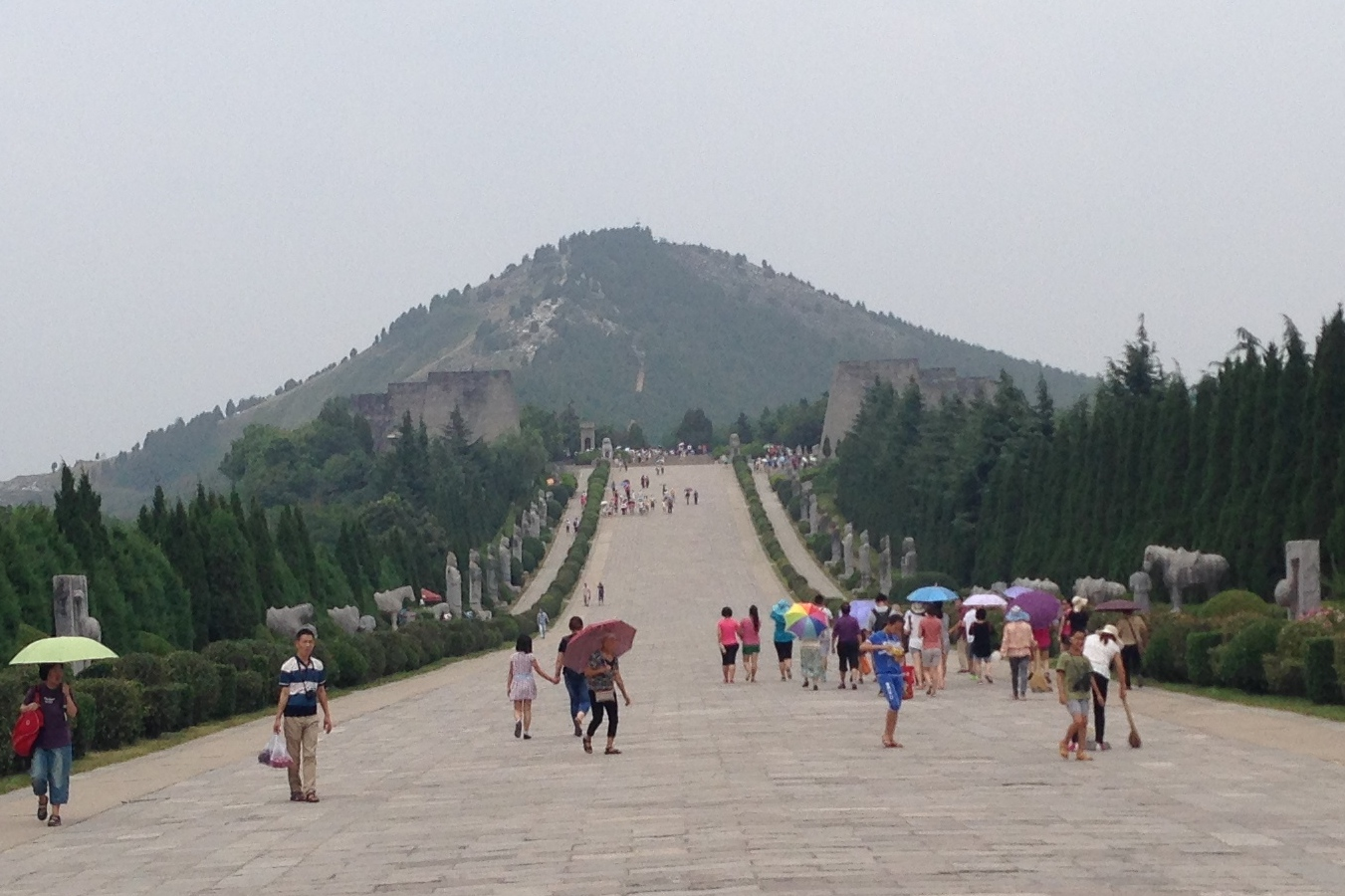
Blick über die Anlage

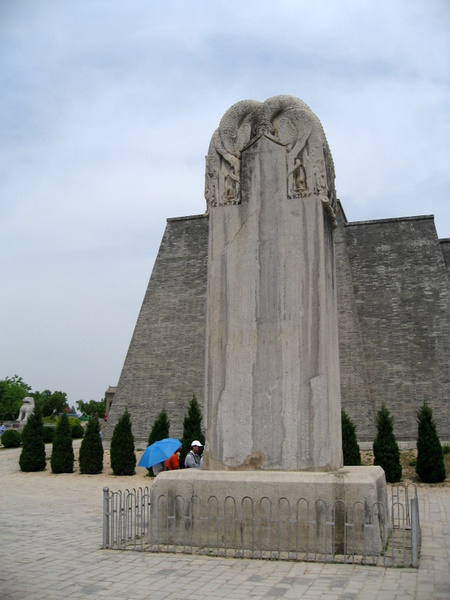
Stele ohne Schrift (wuzibei) vor dem Qianling-Mausoleum

Das Qianling-Mausoleum (乾陵,  Qiánlíng) bzw. Qiangling-Mausoleum der Tang-Dynastie (唐乾陵,  Táng Qiánlíng) ist die Grabanlage des dritten Tang-Kaisers Gaozong (reg. 650–683) und seiner Gemahlin, der späteren Kaiserin Wu Zetian (reg. 684–704), im Kreis Qian in der chinesischen Provinz Shaanxi. Die Verstorbenen wurden hier im Jahr 684 bzw. 706 beigesetzt.

## Beschreibung
Die Grabanlage befindet sich am Hang des Berges Liang Shan, sechs Kilometer nördlich der Kreisstadt Qian, achtzig Kilometer nordwestlich von der Provinzhauptstadt Xi’an. 
Sie ist von großen in Reihen aufgestellten steingeschnitzten Mensch- und Tierfiguren und dekorativen Steinsäulen (huabiao) umstellt. Berühmte Zeugnisse der tangzeitlichen Steinschnitzkunst sind die Geflügelten Pferde (yima), Steinlöwen (shishi), die Shusheng-Tafel (Shusheng jibei) und die Stele ohne Schrift (wuzibei).
Bereits geöffnet wurden Nebengräber (peizangmu), darunter die der Prinzessin Yongtai. In ihnen wurde eine große Menge an Wandmalereien und Tonfiguren gefunden. 
Das Qianling-Mausoleum (Qianling) steht seit 1961 auf der Liste der Denkmäler der Volksrepublik China (1-171). 
Von den Achtzehn Tang-Mausoleen (Tang shiba ling) bzw. Achtzehn Tang-Kaisergräbern in der Guanzhong-Ebene (Guanzhong (Tang) shiba ling) ist es die einzige Grabanlage, die von Verwüstungen durch Grabräuber verschont blieb.

## Nachschlagewerke
- Cihai („Meer der Wörter“), Shanghai cishu chubanshe, Shanghai 2002, ISBN 7-5326-0839-5
- Zhongguo da baike quanshu: Kaoguxue (Archäologie). Beijing: Zhongguo da baike quanshu chubanshe, 1986